# Hüde
Hüde ist eine Gemeinde in der Samtgemeinde Altes Amt Lemförde im Landkreis Diepholz in Niedersachsen.

## Geographie

### Geographische Lage
Hüde ist staatlich anerkannter Ausflugsort und liegt im Naturpark Dümmer direkt am Dümmer zwischen Osnabrück und Bremen. Die Gemeinde gehört der Samtgemeinde Altes Amt Lemförde an, die ihren Verwaltungssitz in dem Flecken Lemförde hat. In der Gemeinde liegen die Naturschutzgebiete Dümmer, Hohe Sieben und Ochsenmoor und Evershorst.

## Gemeindegliederung
Zur Gemeinde Hüde gehören das Dorf Hüde sowie die Wohnplätze Berglage, Burlage, Hüde, Evershorst, Mecklinge, Haßlinge, Kuhlhorst und Sandhorst. Das Dorf Hüde ist, wie die anderen Ortsteile der politischen Gemeinde Hüde, was die traditionell evangelisch-lutherische Mehrheit in der Gemeinde anbelangt, nach Burlage eingepfarrt.

## Geschichte
Zwischen den Dörfern Hüde und Sandbrink befand sich im Mittelalter die Gerichtsstätte für „comitium Wischfrisonum“, zu der Lembruch, Hüde und Marl gehörten. Diese comitia mit den drei Ortschaften verlieh im Jahre 1318 Herzog Otto von Braunschweig dem Edelherren Rudolf von Diepholz, womit Hüde an die Herrschaft Diepholz kam. Vermutlich ist dies die erste urkundliche Erwähnung von Hüde.
Bis zum Tod von Graf Friedrich II. im Jahr 1585 fungierten die 1530 zu Grafen ernannten vormaligen Edelherren von Diepholz für die Einwohner Hüdes als Obrigkeit. Die Grafschaft fiel nach Friedrichs Tod an die Herzöge zu Braunschweig Lüneburg bzw. das Fürstentum Calenberg, welches 1692 im Kurfürstentum Braunschweig-Lüneburg (Kurhannover) aufging. Auf dem Wiener Kongress wurde 1815 das Königreich Hannover gegründet, welchem Lembruch bis 1866 angehörte. Nach der Annexion des Königreichs durch das Königreich Preußen in demselben Jahr lag Lembruch in letzgenanntem Königreich. Dieses wurde 1871 Teil des neugegründeten Deutschen Reichs. Im Jahr 1949 wurde die Bundesrepublik Deutschland gegründet, zu der Lembruch seitdem gehört.

## Politik

### Gemeinderat
Der Gemeinderat von Hüde setzt sich aus zehn Ratsfrauen und Ratsherren sowie dem Bürgermeister zusammen.
Alle Ratsmitglieder, darunter zwei Frauen, gehören der Wählergemeinschaft Hüde an.
(Stand: Kommunalwahl am 12. September 2021)

### Bürgermeister
Der ehrenamtliche Bürgermeister Heiner Richmann (SPD) wurde erstmals am 9. September 2001 gewählt. Gemeindedirektoren sind seit jeher die Samtgemeindebürgermeister, aktuell Lars Mentrup.
bisherige Amtsinhaber:
- ~1958: Ludwig Gefe, CDU
- 1985–2001: Wolfgang Lustig
- seit 2001: Heiner Richmann (WGH)

## Kultur und Sehenswürdigkeiten

### Bauwerke
In der Liste der Baudenkmale in Hüde sind 18 Baudenkmale aufgeführt, darunter die im frühen 17. Jahrhundert errichtete Marienkiche in Burlage und ländliche Fachwerkhäuser. Sehenswert sind auch nicht unter Denkmalschutz fallende Fachwerkhäuser in Hüde, insbesondere die reetgedeckten unter ihnen.

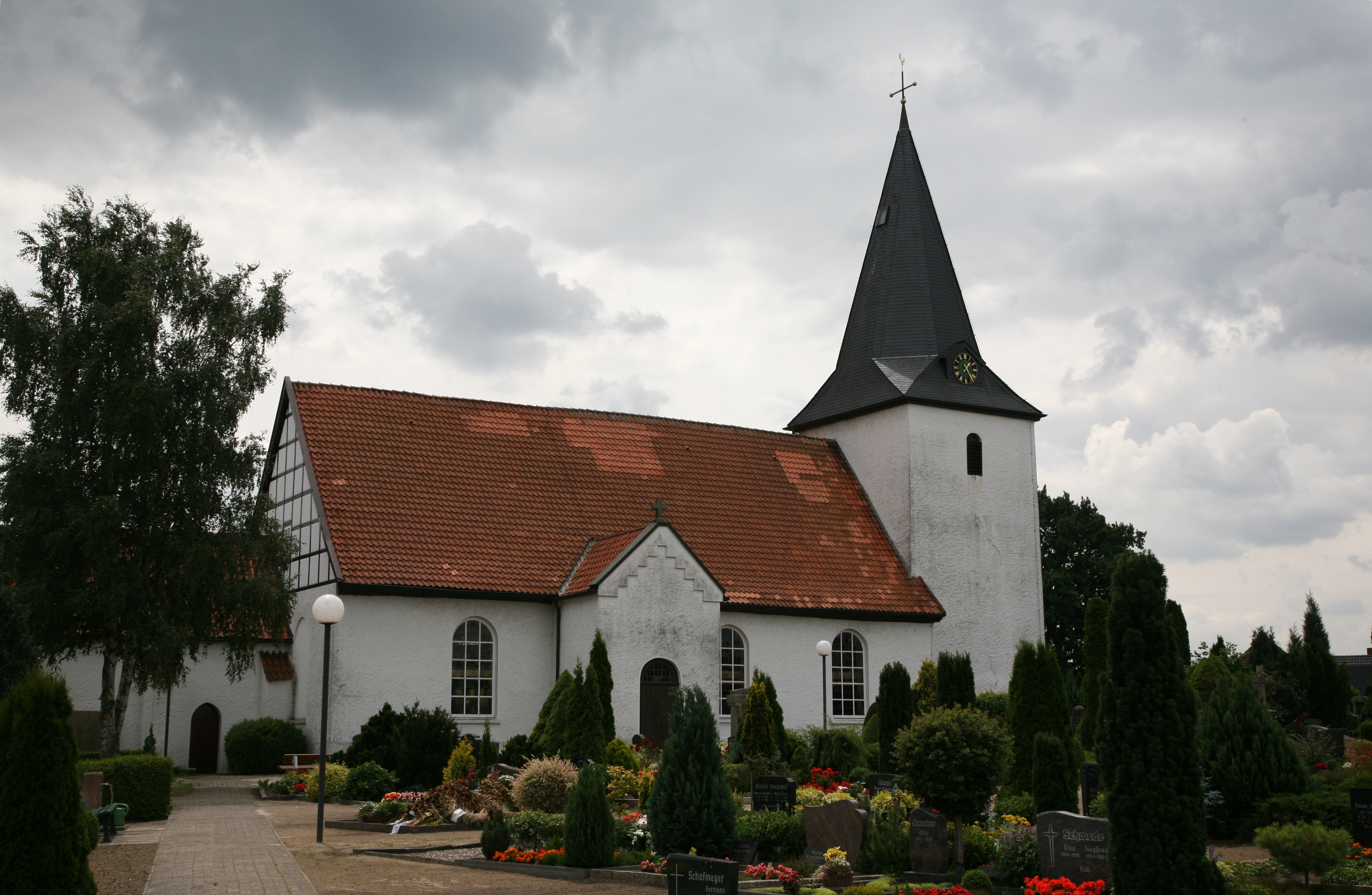
St. Marienkirche in Burlage
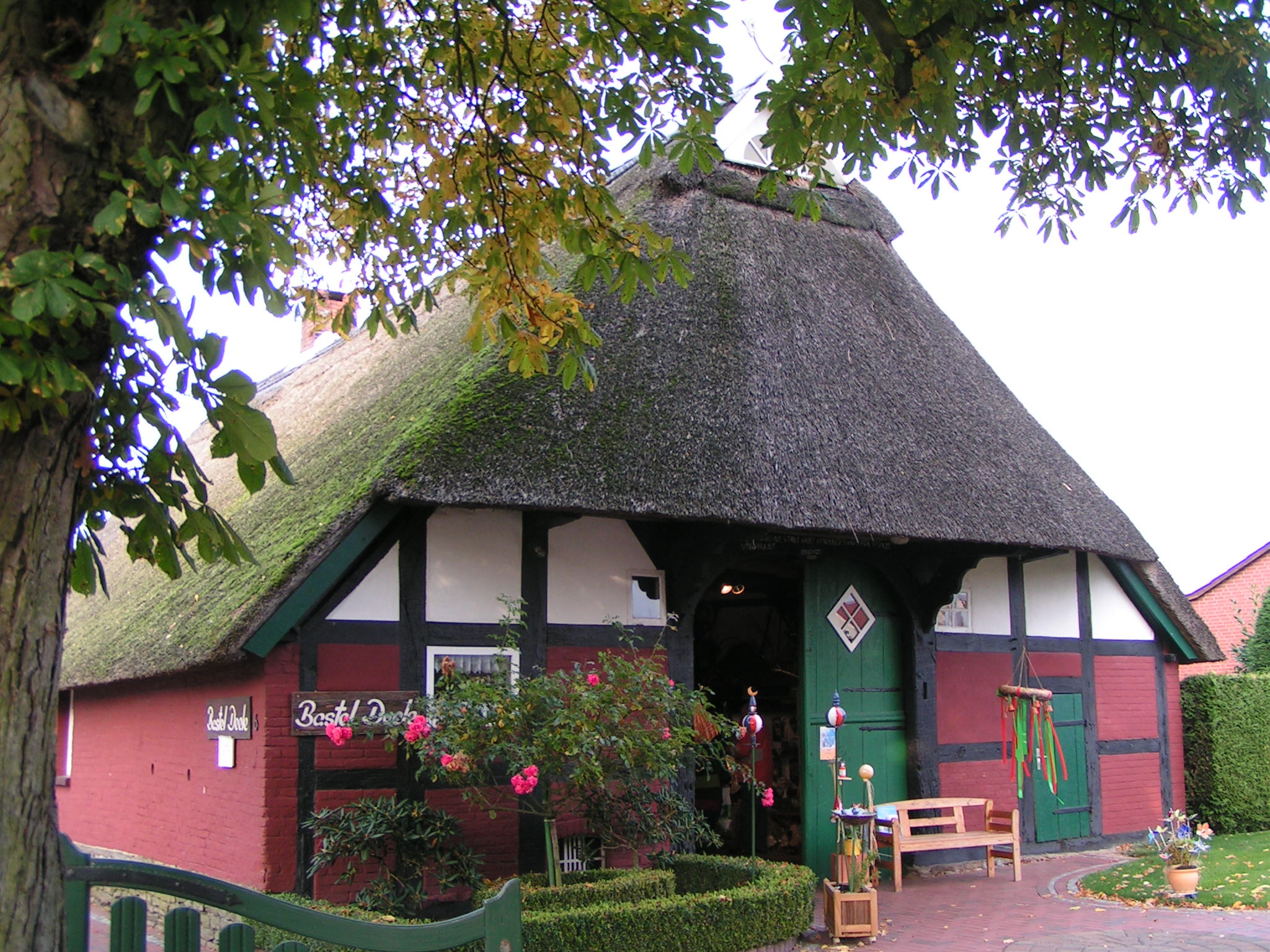
Kunsthandwerker Deele an der Ludwig-Gefe-Straße im Dorf Hüde, 2018 noch „Basteldeele“ genannt
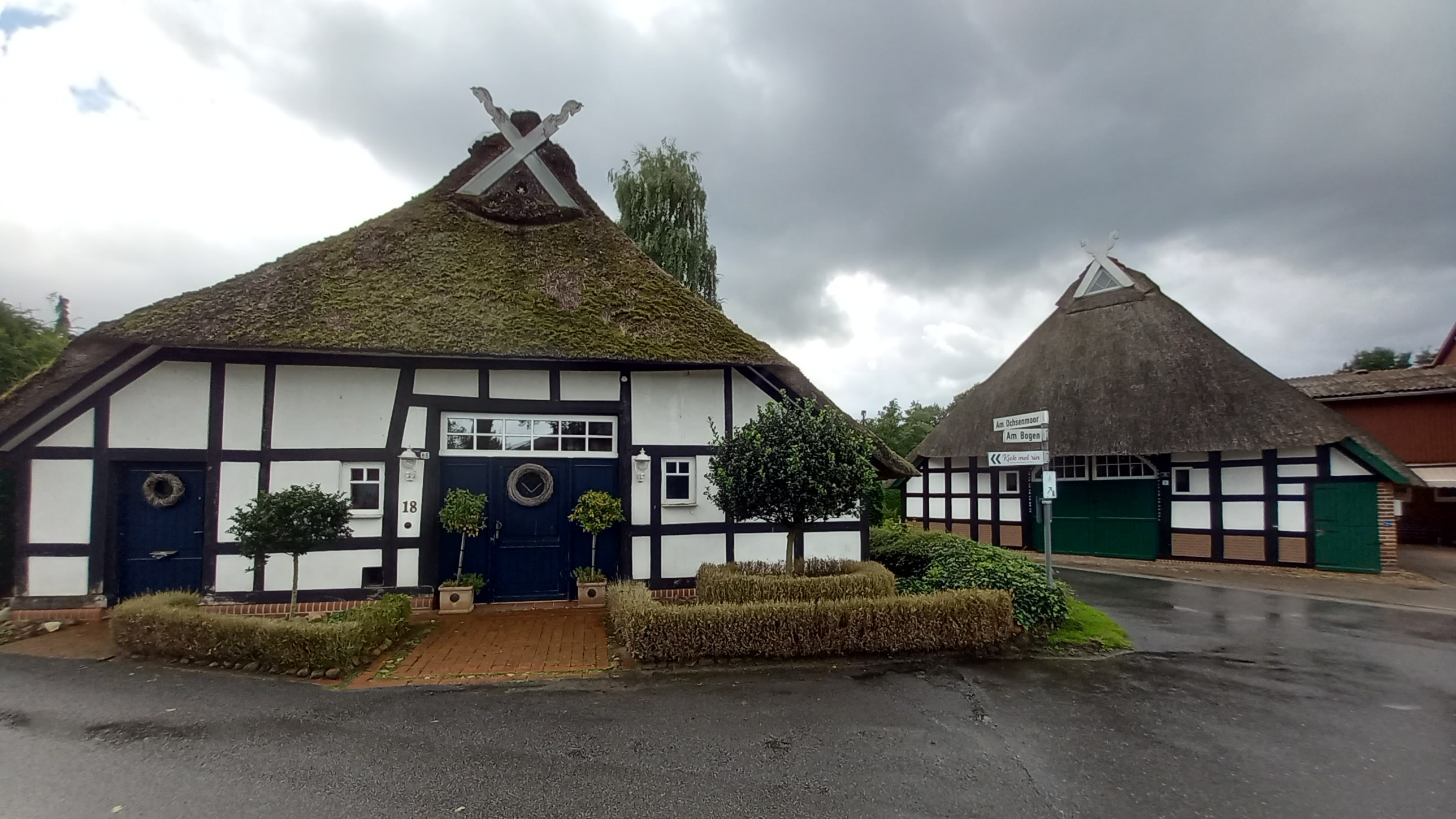
Reetgedeckte Fachwerkhäuser mit gekreuzten Pferdeköpfen (Typ niederdeutsche Hallenhäuser)

### Regelmäßige Veranstaltungen
Im jährlichen Wechsel mit der Gemeinde Lembruch findet am letzten Augustwochenende die Großveranstaltung „Der Dümmer brennt“ statt (in Hüde immer an den ungeraden Jahreszahlen).
Der Höhepunkt dieser Veranstaltung ist ein ca. 15 bis 20 Minuten andauerndes Feuerwerk, welches von einer Plattform auf dem See gezündet wird.

## Wirtschaft und Infrastruktur

### Tourismus

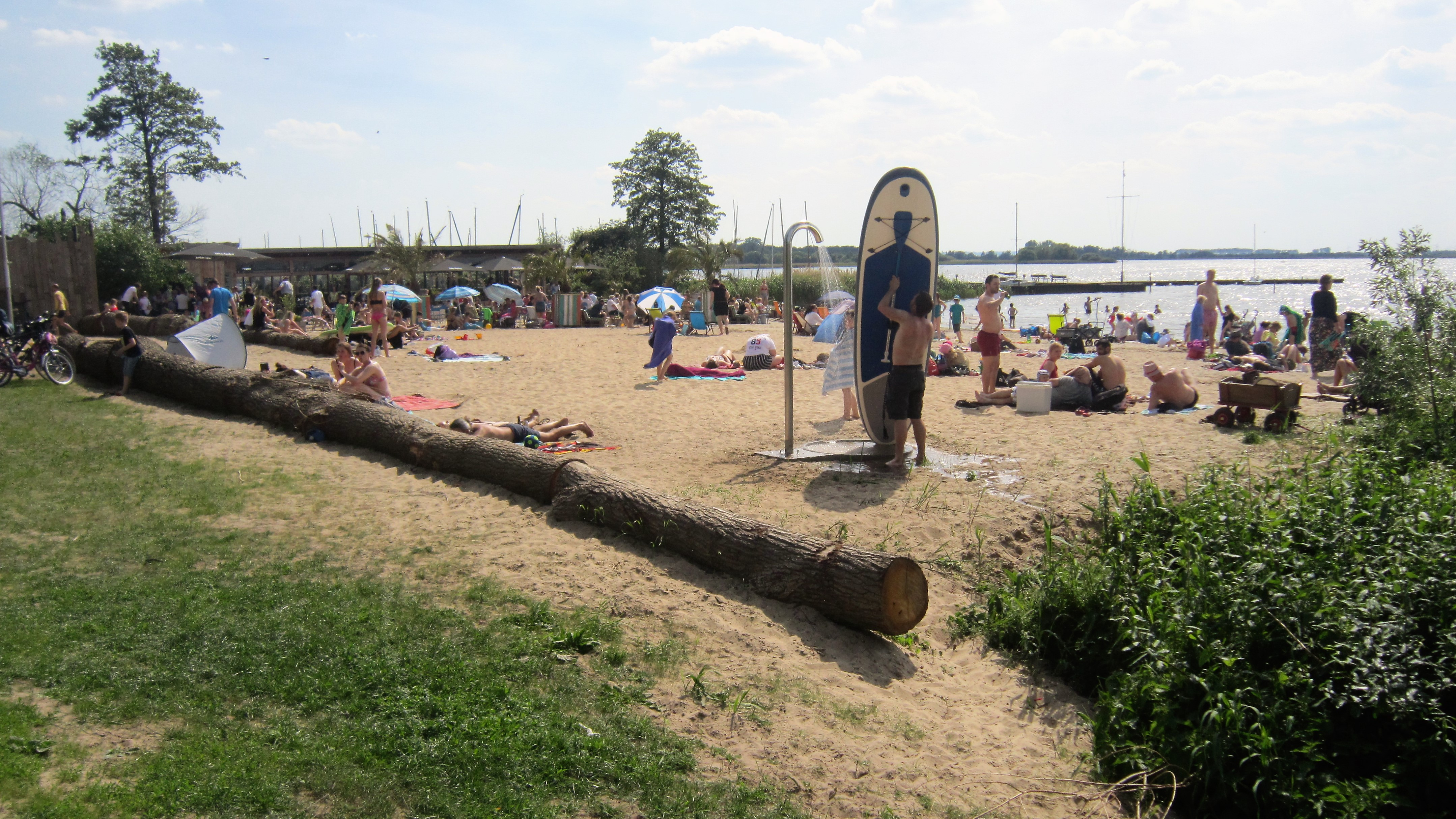
Hüder Dümmerstrandabschnitt bei der Bar dü Mar

Freizeitangebote am und auf dem Dümmer bilden den wichtigsten Erwerbszweig in Hüde. Um im Sinne eines sanften Tourismus die Belange des Segelsports mit denen des Naturschutzes vereinbar zu machen, wurde von 2005 bis 2007 eine Sanierung des Bootshafens Hüde durchgeführt.

### Verkehr
Östlich verläuft in unmittelbarer Nähe die Bundesstraße 51, Diepholz – Osnabrück.
Vom Ortskern Hüdes bis Lembruch verläuft, weitgehend auf dem Hüder Abschnitt des 18 km langen Rundwegs für Rad- und Fußwanderer um den Dümmer herum, ein Skulpturenpfad mit dem Namen „See Sicht“.

## Persönlichkeiten

### Persönlichkeiten, die in Hüde gewirkt haben
- Walter von Sanden-Guja (1888–1972), Schriftsteller, Dichter und Naturforscher
- Ernst Füller (1918–2008), Heimatkundler und erster Ehrenbürger der Gemeinde Hüde[7]
- Erich A. Klauck (1897–1979), Maler, Expressionist, tätig in Danzig und Nidden, beeinflusst vom „Brücke“-Kreis, einige Jahre in Wien, ab ca. 1950 in Hüde[8]